# Hervé Gullotti
Hervé Gullotti (* 17. November 1972 in Biel) ist ein Schweizer Politiker (SP).

## Leben
Er wohnt in Tramelan, ist verheiratet und Vater von zwei Kindern.

## Politik
Von 2005 bis 2022 war er Gemeindeschreiber von Tramelan.
Vom 1. November 2017 bis am 30. September 2024 war er Mitglied des Grossen Rats des Kantons Bern, in der Amtszeit 2021–2022 als Präsident.
Im November 2022 wurde er für die Legislaturperiode 2023–2026 zum Gemeindepräsidenten bezw. Bürgermeister von Tramelan gewählt.
Bei den Gesamterneuerungswahlen im Kanton Bern vom 29. März 2026 will er um einen Sitz im Regierungsrat kandidieren.